# اختراق مادي
الاختراق المادي (بالإنجليزية: Physical hacking)‏ هي التقنيات المستخدمة بواسطة اللصوص ومخترقي الحاسوب بهدف تخطي الأمن المادي للوصول إلى المعلومات بصورة مادية دون تكلف عناء الاختراق عبر الإنترنت أو الشبكات البعيدة، ويضمن هذا الأمر اختراق الحواجز الأمنية المادية والرقمية. يشمل ذلك اختراق أنظمة التحكم في الوصول للمباني والغرف سيطرة الوصول والبوابات الذكية smart doors وأنظمة تحديد الهوية الرقمية RFID وكذلك تخطي الحماية الرقمية لأنظمة التشغيل.

## أمثلة
1. فك الأقفال (بالإنجليزية Lock picking [الإنجليزية])

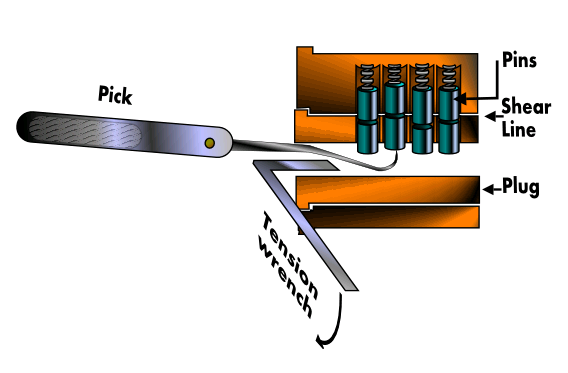
فك الأقفال المعدنية

2. تخطي الحماية بتحديد الهوية بموجات الراديو RFID.
3. تخطي لأنظمة ميكروسوفت ويندوز.

## وصلات خارجية
- كتاب: تقنيات الاختراق المادي Techniques Of Physical Hacking